# Gandhi (film)
Gandhi este un film biografic din 1982 bazat pe viața lui Mohandas Karamchand Gandhi, liderul nonviolent, noncooperativ al mișcării de independență împotriva stăpânirii Regatului Unit în timpul celui de-al XX-lea secol. Scenariul a fost redactat de iar filmul a fost produs și regizat de Richard Attenborough. Îl are în rol principal pe Ben Kingsley.
A fost nominalizat la Premiul Oscar la unsprezece categorii, câștigând opt, incluzându-le aici pe cel pentru Cel mai bun film, Cel mai bun regizor și Cel mai bun actor.

## Distribuție
- Ben Kingsley - Mohandas Karamchand Gandhi
- Rohini Hattangadi - Kasturba Gandhi
- Roshan Seth - Pandit Jawaharlal Nehru
- Saeed Jaffrey - Sardar Vallabhbhai Patel
- Virendra Razdan - Maulana Azad
- Candice Bergen - Margaret Bourke-White
- Edward Fox - Brigadier General Reginald Dyer
- Sir John Gielgud - E. F. L. Wood
- Trevor Howard - judecătorul R. S. Broomfield
- John Mills - the Al Treilea Baron de Chelmsford
- Shane Rimmer - comentator
- Martin Sheen - Vince Walker, un jurnalist fictiv inspirat de Webb Miller.
- Ian Charleson - Reverend Charles Freer Andrews
- Athol Fugard - General Jan Smuts
- Geraldine James - Mirabehn (Madeleine Slade)
- Alyque Padamsee - Muhammad Ali Jinnah
- Amrish Puri - Khan
- Ian Bannen - Senior Officer Fields
- Richard Griffiths - Collins
- Nigel Hawthorne - Kinnoch
- Richard Vernon - Sir Edward Albert Gait, locotenent-guvernator al Biharui și al Orissei
- Michael Hordern - Sir George Hodge
- Shreeram Lagoo - Gopal Krishna Gokhale
- Terrence Hardiman - Ramsay MacDonald
- Om Puri - Nahari
- Bernard Hill - Sergent Putnam
- Daniel Day-Lewis - Colin, un tânăr care îi insultă pe Gandhi și Andrews
- John Ratzenberger - American Lt. Driver for Bourke-White
- Pankaj Kapoor - Gandhi's second secretary, Pyarelal Nayyar
- Anang Desai - Acharya Kripalani
- Dilsher Singh - Khan Abdul Ghaffar Khan (Frontier Gandhi)
- Günther Maria Halmer - Dr. Hermann Kallenbach
- Peter Harlowe - Lord Louis Mountbatten
- Harsh Nayyar - Nathuram Godse
- Pankaj Mohan - secretara lui Gandhi, Mahadev Desai
- Supriya Pathak - Manu
- Neena Gupta - Abha
- Tom Alter - Doctor al Palatului Aga Khan
- Alok Nath - Tyeb Mohammed

## Primire
Într-un sondaj din 1999 al Institutului Britanic de Film (British Film Institute - BFI) filmul a fost desemnat ca fiind al 34-lea cel mai bun dintr-o listă de 100 filme britanice.

## Legături externe
- Gandhi la Internet Movie Database
- Gandhi la Allmovie
- Gandhi la Rotten Tomatoes